# Ataque al autobús de Volnovaja
El ataque del autobús de Volnovakha fue un ataque en un puesto de control de seguridad de la carretera cerca del pueblo de Buhas fuera del municipio de Volnovaja en el Óblast de Donetsk, Ucrania, ocurrido el 13 de enero de 2015. Ocasionó la muerte de 12 pasajeros de un bus interurbano, hiriendo a otros 18 en la zona. El ataque fue la mayor pérdida de vidas desde la firma del Protocolo de Minsk en septiembre de 2014, que intentó detener la Guerra del Dombás en curso. El incidente ha sido calificado como un "acto de terror" por ambas autoridades ucranianas así como los rebeldes.
Inicialmente, los separatistas asumieron la responsabilidad de este incidente, que pensaron que fue una destrucción exitosa de la barricada ucraniana. Después de que la información sobre el autobús civil llegara a las noticias, negaron tener "incluso posibilidades técnicas" para bombardear esa área.La Misión Especial de Monitoreo de la OSCE que inspeccionó el lugar del incidente evaluó a partir de su estudio de cinco cráteres que fueron causados por "cohetes disparados desde el norte o el noreste".
El puesto de control llamado "Buhas" está ubicado en la Autopista H20 en la intersección con otra carretera que accede a la ciudad de Volnovakha. Además de Buhas y Volnovakha, también hay un pueblo de Blyzhnie.